# Alba Festival
Das alba Festival ist das grösste albanische Musikfestival Europas und findet jeweils in Zürich statt. Alle auftretenden Künstler sind aus Albanien oder Kosovo beziehungsweise haben ihre Wurzeln dort.

## Geschichte
Das Open-Air-Festival fand erstmals am 29. und 30. Juni 2019 auf dem Zürcher Hardturm-Areal statt. Das Festival hatte an den beiden Tagen über 20'000 Besucher. Das für 2020 geplante zweite Festival wurde aufgrund der COVID-19-Pandemie abgesagt. Es sollte 2021 nachgeholt werden. Für den 4. und 5. September 2021 war die nächste Ausgabe geplant. Allerdings wurde am 2. September wegen der aktuellen epidemiologischen Lage die Bewilligung weniger als 48 Stunden vor Festivalbeginn entzogen und das Festival erneut abgesagt – ein Entscheid, der als diskriminierend kritisiert wurde, da kein anderer Anlass im Kanton Zürich annulliert worden war. Die Eidgenössische Kommission gegen Rassismus teilte diese Einschätzung, die den Bewilligungsentzug als rassistisch beurteilte.
Die zweite Ausgabe am 2. und 3. Juli 2022 fand auch wieder auf dem Zürcher Hardturm-Areal statt.
2023 musste das Festival erneut abgesagt werden, da zu lange unklar war, ob das Hardturm-Areal genutzt werden konnte. Als die Bewilligung eingetroffen war, verblieb zu wenig Zeit für eine Organisation des Anlasses. Die Verzögerung war bedingt durch den ursprünglichen Plan der Stadt Zürich, auf dem Areal eine Notunterkunft für Asylbewerber zu errichten. Zudem war ein Teil des Geländes illegal besetzt, so dass für das Festival nur ein Teil zur Verfügung gestanden hätte.
Für die dritte Ausgabe vom 21. bis 23. Juni 2024 konnte man sich mit der Stadt auf das Kasernenareal als Austragungsort einigen. Dort wurde das Festival auch 2025 am 21. und 22. Juni ausgetragen.

## Line-ups

### 2019
Beim Festival 2019 traten auf:
Rita Ora, Ledri Vula, Elvana Gjata, Dhurata Dora, MC Kresha, Lyrical Son, Dafina Zeqirii, Ardian Bunjupi, Capital T, Ermal Fejzullahu, Butrint Imeri, Gjiko, Sabri Fejzullahu, Lumi B, LLuni, Blleki, Rina, Kida, Fero, Aurora, DJ PM, DJ Dagz und DJ Gimi-O.

### 2021
Beim Festival 2021, dem weniger als 48 Stunden vor Festivalbeginn die Bewilligung von Kanton Zürich entzogen wurde, wären die folgenden Künstler aufgetreten:
Ledri Vula, Elvana Gjata, Dhurata Dora, Tayna, Mozzik, Getinjo, Dardan, Elita 5, MC Kresha, Lyrical Son, Ghetto Geasy, Regard, Noizy,  Ermal Fejzullahu, Sabri Fejzullahu, Lumi B, LLuni, Kida, Buta, DJ Darkchild, DJ Kont, DJ Gramostar und DJ Gimi-O.

### 2022
Beim Festival 2022 traten auf:
Dafina Zeqiri, Regard, Ledri Vula, Dhurata Dora, Mozzik, Getinjo, Yll Limani, Ghetto Geasy, Dardan, Ermal Fejzullahu, Lumi B, Elita 5, PINT (Mc Kresha, Lyrical Son, Lluni, Semi), Kida, Elvana Gjata, Tayna, Butrint Imeri.

### 2024
Nebst vielen anderen traten an den drei Tagen auf:
Enisa, Dardan, Ledri Vula, Hava, Mozzik & Getinjo, Era Istrefi, Elita 5, Yanina, Don Xhoni, Butrint Imeri und Dafina Zeqiri.

### 2025
2025 traten vor rund 25'000 Zuschauern auf:
Era Istrefi, Xhensila Myrtezaj, Lumi B, Ledir Vula, Ukay, Capital T, Azet, DJ Gimi-O, Klajdi & Bruno, Adelina Ismajli, Yll Limani, Alban Skenderaj, Topic, Fero, Mozzik, MC Kresha, Lyrical Son, LLuni, Singullar und Geasy